# Магоджа
Магоджа — тип длинного жакета, который носят с ханбоком — традиционной корейской одеждой — и обычно надевают поверх чогори (короткий жакет), произошедшая от магуа. Первоначально его носили только мужчины, но в наше время его могут носить и женщины. Магоджа первоначально был одеждой маньчжуров, но в дальнейшем получил бо́льшую популярность в Корее, благодаря Ли Хаыну — отцу Коджона - после того, как он в 1887 году вернулся в Корею из Маньчжурии. Из-за того, что магоджа очень тёплый и легко носится, он приобрёл широкую популярность по всей Корее. Его также называют «тот чогори» (буквально — внешнее чогори).
У магоджи нет кит (깃 — лента, которая подвязывает воротник) или корыма (고름, — пояс), в отличие от чогори и турумаги (пальто). Мужской магоджа имеет соп (섶), он длиннее женского магоджи, так что обе стороны открыты снизу. Большинство магоджа сделаны из шёлка и украшены одной или двумя застёжками, которые обычно сделаны из янтаря. В мужском магоджа застёжки находятся на правой стороне, а в женском — на левой.
Женщины носят магоджа скорее из-за его стильности, чем из-за удобства, и он очень популярен среди кэсонцев. Цвет шёлковых женских магоджа, как правило, нейтральный. Это необходимо для того, чтобы создать гармоничный образ с такими предметами одежды как чогори и чхима (широкая длинная юбка) — двумя главными вещами женского ханбока. Весной и осенью женщины надевают поверх чогори магоджа пастельных оттенков. Мужчины весной и летом носят магоджа нефритового, зелёного, серого и тёмно-серого цветов.